# コマーズ
コマーズ（欧字名:Comaz、1983年4月6日 - 不明）は、カナダ生産、アメリカ合衆国調教の競走馬、繁殖牝馬。競走馬としては2戦1勝の成績にとどまったが、繁殖牝馬として日本に輸入された後、スターリングローズら2頭の重賞馬の母となった

## 略歴
1983年にカナダ・オンタリオ州の牧場で出生。1986年12月30日、アメリカ合衆国・ニューヨークのアケダクト競馬場で開催されたメイドン競走でデビューし、初勝利を収めた。年明け1月のレースで6着に敗れたあと、現役を引退した。競走成績は2戦1勝。
1990年11月、キーンランド・ノーベンバーセールにアフリートとの仔（のちのゴールデンジャック）を受胎した状態で上場され、5万5000ドルで落札されたのち日本に輸入、北海道門別町の田端勝牧場（現タバタファーム）で繁殖生活を送った。1994年、持ち込み馬として日本で出生したゴールデンジャックが報知杯4歳牝馬特別を制し、自身の果たせなかった重賞制覇を達成。また同年の優駿牝馬で2着、エリザベス女王杯5着と優勝こそできなかったものの、GI戦線でも実績を残した。
ゴールデンジャックの成功を受けてアフリートも日本に輸入され、再度本馬との種付けが実施された。そして1997年にゴールデンジャックの全弟として生まれたのがスターリングローズである。スターリングローズはダート路線で重賞6勝の成績を残し、2002年には産駒初のGI級競走制覇となるJBCスプリントを優勝した。
コマーズは最終的に11頭の産駒（うち日本での産駒10頭）を残し、2007年12月付で用途変更となった。
2010年代以降も牝系は発展を続けており、2019年にはゴールデンジャックの孫にあたるミツバが川崎記念を制した。

## 繁殖成績
|        | 生年   | 馬名                | 性 | 毛色 | 父                             | 馬主                     | 管理調教師         | 戦績           | 出典        |
| ------ | ------ | ------------------- | -- | ---- | ------------------------------ | ------------------------ | ------------------ | -------------- | ----------- |
| 初仔   | 1989年 | ジャビラバ Javilava | 牝 | 栗毛 | Majestic Light                 | Eloyce Jones             | 米・Louis C. Jones | 加州産 18戦1勝 | [ 4 ] [ 5 ] |
| 2番仔  | 1991年 | ゴールデンジャック  | 牝 | 栗毛 | アフリート                     | （株）協栄               | 栗東・北橋修二     | 29戦4勝        | [ 6 ]       |
| 3番仔  | 1992年 | コウエイロード      | 牝 | 鹿毛 | ミスターシービー               | 伊東政清                 | 栗東・岩元市三     | 14戦2勝        | [ 7 ]       |
| 4番仔  | 1993年 | セラーズムーン      | 牝 | 栗毛 | トウショウボーイ               | 末岡弘                   | 栗東・工藤嘉見     | 5戦2勝         | [ 8 ]       |
| 5番仔  | 1994年 | ゴールデンマザー    | 牝 | 鹿毛 | マークオブディスティンクション | 田端勝                   | 北海道・中村光春   |                | [ 9 ]       |
| 6番仔  | 1995年 | ゴールデンガッツ    | 牡 | 鹿毛 | リアルシャダイ                 | （株）協栄               | 高知・土居高知     | 16戦8勝        | [ 10 ]      |
| 7番仔  | 1997年 | スターリングローズ  | 牡 | 栗毛 | アフリート                     | （株）協栄               | 栗東・北橋修二     | 40戦14勝       | [ 11 ]      |
| 8番仔  | 1998年 | ゴールデンコマーズ  | 牝 | 鹿毛 | ティンバーカントリー           |                          |                    | 不出走         | [ 12 ]      |
| 9番仔  | 2001年 | ゴールデンベティー  | 牝 | 鹿毛 | アフリート                     | （株）ローレルレーシング | 栗東・瀬戸口勉     | 9戦1勝         | [ 13 ]      |
| 10番仔 | 2004年 | スターエンジェル    | 牝 | 栗毛 | アフリート                     | 田端修                   | 美浦・勢司和浩     | 9戦3勝         | [ 14 ]      |
| 11番仔 | 2005年 | ゴッドエネル        | 牡 | 鹿毛 | クロフネ                       | 高樽秀夫                 | 名古屋・川西毅     | 3戦0勝         | [ 15 ]      |

## 主要なファミリーライン
太字はGI級競走優勝馬。*印は日本に輸入された馬。
- *コマーズ 1983
  - *ジャビラバ 1989
    - ネクストタイム 1995
      - ナムラタイタン 2006（武蔵野S、ほかシアンモア記念2回など地方重賞11勝）

  - ゴールデンジャック 1991（報知杯4歳牝馬特別、サンスポ賞4歳牝馬特別）
    - サイドワインダー 1998（京阪杯、京都金杯、関屋記念）
    - セントクリスマス 2001
      - ミツバ 2012（川崎記念、マーキュリーC2回）

    - ゴールデンミション 2004（金沢中日杯）
    - プリンセスジャック 2010（ききょうS）

  - ゴールデンマザー 1994
    - シルククルセイダー 2003（OP1勝）

  - スターリングローズ 1997（JBCスプリント、かしわ記念など重賞6勝）
  - ゴールデンコマーズ 1998
    - ゴールデンシャイン 2004（障害OP1勝）

  - スターエンジェル 2004
    - グリーンロード 2017（ニューイヤーC）
    - ミクソロジー 2019（ダイヤモンドS）

牝系図の出典：牝系検索α

## 血統表
| コマーズの血統             | コマーズの血統                  | コマーズの血統              | （血統表の出典）            | （血統表の出典） |
| 父系                       | ダンジグ系                      | ダンジグ系                  | ダンジグ系                  |                  |
| 父 Danzig 鹿毛 1977        | 父の父Northern Dancer 鹿毛 1961 | Nearctic                    | Nearco                      | Nearco           |
| 父 Danzig 鹿毛 1977        | 父の父Northern Dancer 鹿毛 1961 | Nearctic                    | Lady Angela                 |                  |
| 父 Danzig 鹿毛 1977        | 父の父Northern Dancer 鹿毛 1961 | Natalma                     | Native Dancer               | Native Dancer    |
| 父 Danzig 鹿毛 1977        | 父の父Northern Dancer 鹿毛 1961 | Natalma                     | Almahmoud                   |                  |
| 父 Danzig 鹿毛 1977        | 父の母Pas de Nom 黒鹿毛 1968    | Admiral's Voyage            | Crafty Admiral              | Crafty Admiral   |
| 父 Danzig 鹿毛 1977        | 父の母Pas de Nom 黒鹿毛 1968    | Admiral's Voyage            | Olympia Lou                 |                  |
| 父 Danzig 鹿毛 1977        | 父の母Pas de Nom 黒鹿毛 1968    | Petitioner                  | Petition                    | Petition         |
| 父 Danzig 鹿毛 1977        | 父の母Pas de Nom 黒鹿毛 1968    | Petitioner                  | Steady Aim                  |                  |
| 母 *ミドルマーチ 鹿毛 1977 | 母の父Buckpasser 鹿毛 1963      | Tom Fool                    | Menow                       | Menow            |
| 母 *ミドルマーチ 鹿毛 1977 | 母の父Buckpasser 鹿毛 1963      | Tom Fool                    | Gaga                        |                  |
| 母 *ミドルマーチ 鹿毛 1977 | 母の父Buckpasser 鹿毛 1963      | Busanda                     | War Admiral                 | War Admiral      |
| 母 *ミドルマーチ 鹿毛 1977 | 母の父Buckpasser 鹿毛 1963      | Busanda                     | Businesslike                |                  |
| 母 *ミドルマーチ 鹿毛 1977 | 母の母Nice Princess 栗毛 1964   | Le Beau Prince              | Fontenay                    | Fontenay         |
| 母 *ミドルマーチ 鹿毛 1977 | 母の母Nice Princess 栗毛 1964   | Le Beau Prince              | Quillerie                   |                  |
| 母 *ミドルマーチ 鹿毛 1977 | 母の母Nice Princess 栗毛 1964   | Happy Night                 | Alizier                     | Alizier          |
| 母 *ミドルマーチ 鹿毛 1977 | 母の母Nice Princess 栗毛 1964   | Happy Night                 | Happy Grace                 |                  |
| 母系(F-No.)                | ミドルマーチ(CAN)系(FN:1-e)     | ミドルマーチ(CAN)系(FN:1-e) | ミドルマーチ(CAN)系(FN:1-e) | [ § 2 ]          |
| 5代内の近親交配            | アウトブリード                  | アウトブリード              | アウトブリード              | [ § 3 ]          |
| 出典                       | 1. 2. 3.                        | 1. 2. 3.                    | 1. 2. 3.                    | 1. 2. 3.         |

- 母の半兄にナイスダンサー、半姉Miss Attractiveの産駒にパークリージェントがいる。